# Furia (zespół muzyczny)
Furia – polska grupa muzyczna wykonująca black metal. Powstała w 2003 roku w Katowicach z inicjatywy gitarzysty i wokalisty Michała „Nihila” Kuźniaka. Skład zespołu współtworzą ponadto basista Kamil „Sars” Staszałek, gitarzysta Artur „A” Rumiński oraz perkusista Grzegorz „Namtar” Kantor. Członkowie formacji tworzą również grupę MasseMord.

## Skład

### Obecni członkowie
- Michał „Nihil” Kuźniak – wokal, sample, gitara (2003 - obecnie)
- Artur Rumiński – gitara elektryczna (2013 - obecnie)
- Kamil „Sars” Staszałek – gitara basowa (2003 - obecnie)
- Grzegorz „Namtar” Kantor – perkusja (2003 - obecnie

### Byli członkowie
- Przemysław „Voldtekt” Muchowski – gitara (2003 - 2013)

## Dyskografia
| - Martwa polska jesień (2007, Death Solution Productions) - Grudzień za grudniem (2009, Pagan Records) - Marzannie, Królowej Polski (2012, Pagan Records WMfono) - Nocel (2014, Pagan Records) - Księżyc milczy luty (2016, Pagan Records) - W śnialni (2021, Pagan Records) - Huta Luna (2023, Pagan Records) | - Płoń (2009, Pagan Records WMfono) - Huta Laura / Katowice / Królewska Huta (2010, Pagan Records) - Halny (2010, Pagan Records, WMfono) - W melacholii (2013, Pagan Records) - Guido (2016, Pagan Records) | - I Spokój (2004, wydanie własne) - I Krzyk (2005, wydanie własne) |